# Zelle (Biologie)

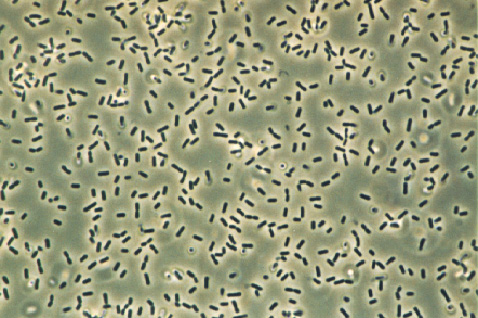
Beispiel für einen prokaryotischen Einzeller: Bacillus subtilis

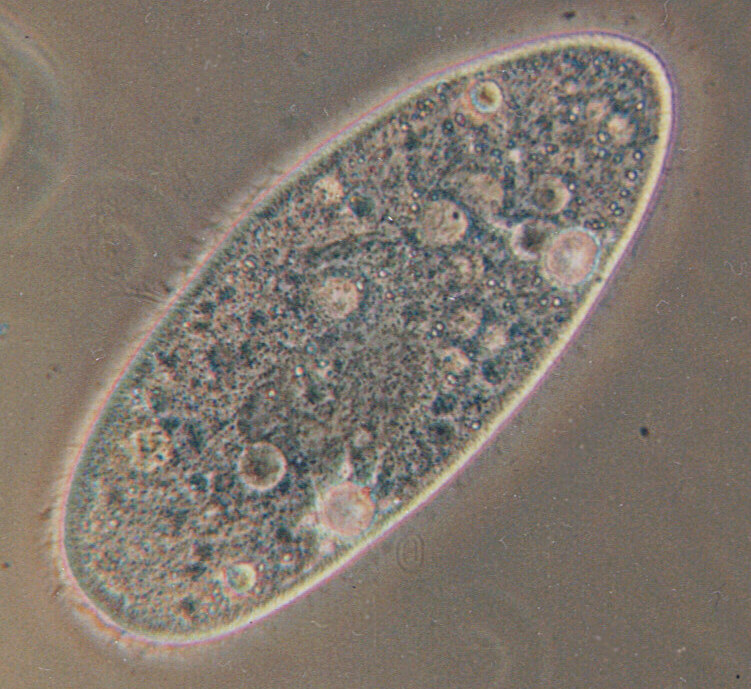
Beispiel für einen eukaryotischen Einzeller: Paramecium aurelia

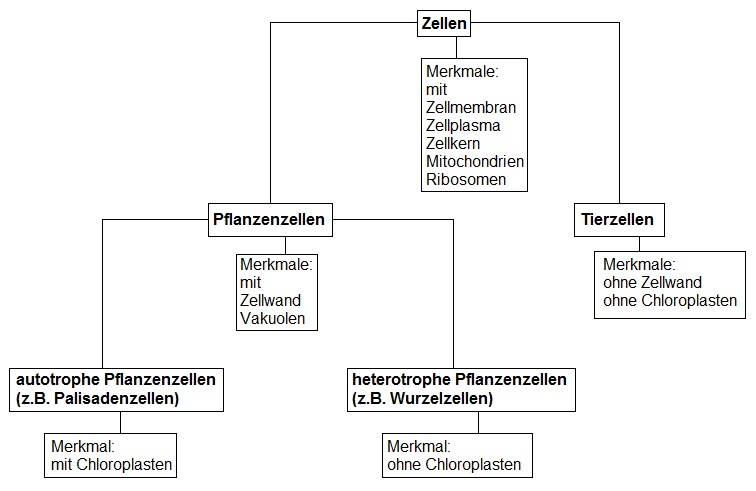
Zellen: Systematik

Eine Zelle (lateinisch cellula ‚kleine Kammer, Zelle‘) ist die kleinste lebende Einheit aller Organismen. Man unterscheidet Einzeller, also Lebewesen, die nur aus einer Zelle bestehen, und Mehrzeller, also Lebewesen, die aus mehr als nur einer Zelle bestehen. Besteht das Lebewesen aus vielen Zellen (Vielzeller), können Zellen zu funktionellen Einheiten verbunden sein und dadurch Gewebe bilden. Der menschliche Körper besteht aus mehreren hundert verschiedenen Zell- und Gewebetypen. Evolutionsbiologisch betrachtet und im Vergleich zu Einzellern haben die Zellen von Vielzellern größtenteils ihre Fähigkeit, für sich allein leben zu können, verloren und haben sich auf eine Arbeitsteilung in Geweben spezialisiert.
Die Wissenschaft und Lehre von den Zellen der Lebewesen ist die Zytologie (altgriechisch κύτος kytos, deutsch ‚Zelle‘).

## Grundlagen
Jede Zelle ist ein strukturell abgrenzbares, eigenständiges und selbsterhaltendes System. Sie ist in der Lage, Nährstoffe aufzunehmen und die darin gebundene Energie durch Stoffwechsel für sich nutzbar zu machen. Neue Zellen entstehen durch Zellteilung. Die Zelle enthält die Informationen für all diese Funktionen bzw. Aktivitäten. Zellen haben grundlegende Fähigkeiten, die als Merkmale des Lebens bezeichnet werden, wobei nicht jede Zelle alle diese Eigenschaften haben muss:
- Vermehrung durch Zellteilung
- Stoff- und Energiewechsel (Nahrungsaufnahme, Aufbau von Zellstrukturen oder Energieumsatz)
- Reaktion auf Reize (externe oder interne Reize, auf abiotische Faktoren wie Temperatur oder Nahrungsangebot, auf biotische Faktoren wie Fressfeinde und viele andere)
- Möglichkeit der Bewegung (zum Beispiel durch Flagellen, auch in der Zelle bewegen sich Proteine und Vesikel)
- Merkmal der Strukturiertheit (morphologisch und dynamisch)
- Wachstum und Entwicklung
- Nekrose

Im Laufe der Evolution haben sich zwei Gruppen von Lebewesen gebildet, die sich durch die Struktur ihrer Zellen stark unterscheiden: zum einen die Prokaryoten, die aus einfach gebauten Zellen ohne Zellkern bestehen, und zum anderen die Eukaryoten, die aus Zellen bestehen, die wesentlich komplizierter strukturiert sind und einen Zellkern besitzen. Prokaryoten und Eukaryoten können sowohl als Einzeller als auch als Mehrzeller auftreten. Bei den Mehrzellern bilden Zellen sogenannte Zweckverbände. Meist teilen sie sich Funktionen und sind oft einzeln nicht mehr lebensfähig. Durch die Spezialisierung in Vielzellern sind die oben beschriebenen Fähigkeiten eingeschränkt.
Die Größe von Zellen variiert stark. Normalerweise haben sie einen Durchmesser zwischen 1 und 30 Mikrometer; Eizellen höherer Tiere sind oft deutlich größer als die übrigen Zellen. Beispielsweise hat die Eizelle eines Straußes einen Durchmesser von über 70 mm. Die Eizelle des Menschen hat einen Durchmesser von 0,15 mm; sie ist seine größte Zelle und die einzige, die mit bloßem Auge erkennbar ist.

### Die prokaryotische Zelle

Schema einer prokaryotischen Zelle (Bakterium)

Prokaryotische Zellen besitzen keinen echten Zellkern wie die eukaryotischen Zellen und haben eine einfachere innere Organisation als eukaryotische Zellen. Man bezeichnet sie auch als Procyten oder Protocyten. Lebewesen mit prokaryotischen Zellen nennt man Prokaryoten. Zu ihnen gehören die Bakterien und die Archaeen. Sie treten meist als einzellige Organismen auf.
Prokaryotische Zellen kann man im Allgemeinen durch folgende Merkmale von eukaryotischen Zellen unterscheiden:
- Sie haben eine einfachere Struktur und bilden seltener Kompartimente.
- Die DNA liegt frei im Cytoplasma vor und ist nicht durch Histone (spezielle Proteine) stabilisiert, ist also nicht in einem echten Chromosom organisiert. Sie ist auf engem Raum angeordnet und wird als Nucleoid bezeichnet.
- Das Genom besteht meist nur aus einem einzelnen DNA-Molekül, welches als „Bakterienchromosom“ bezeichnet wird. Oft ist dieses DNA-Molekül in sich geschlossen.
- Die Zellhüllen sind häufig komplex aufgebaut, teilweise sogar mit zwei Membranen.
- Die Ribosomen sind immer kleiner (Sedimentationskoeffizient 70 S) als in eukaryotischen Zellen (80 S).

Prokaryoten zeichnen sich durch ein weites Spektrum physiologischer und ökologischer Typen aus. Einige sind auch unter extremen Bedingungen lebensfähig (Temperaturbereich bis über 100 °C); oxisches oder anoxisches Milieu; saures Milieu (pH-Wert 1–4); hohe hydrostatische Drücke (1000 bar). Viele leben parasitär, symbiotisch oder saprovor, einige sind pathogen (krankheitserregend). Häufig enthalten sie Plasmide (extrachromosomale, in sich geschlossene oder lineare DNA-Elemente). Weiterhin besitzen Prokaryoten nur beschränkt die Fähigkeit, sich zu differenzieren, zum Beispiel bei der Sporenbildung (unter anderem Endosporenbildung bei Bacillus subtilis).

### Die eukaryotische Zelle

Organisation einer typischen eukaryotischen Tierzelle:
1. Nucleolus (Kernkörperchen)
2. Zellkern (Nukleus)
3. Ribosomen
4. Vesikel
5. Raues (Granuläres) ER (Ergastoplasma)
6. Golgi-Apparat
7. Mikrotubuli
8. Glattes (Agranuläres) ER
9. Mitochondrien
10. Lysosom
11. Cytoplasma
12. Peroxisomen
13. Zentriolen

Eukaryotische Zellen werden auch als Eucyten bezeichnet. Der wesentliche Unterschied zu prokaryotischen Zellen (Procyten) ist die Existenz eines Zellkerns mit einer Kernhülle um die in Chromosomen organisierte DNA. Die Kernhülle besteht aus zwei Membranlagen mit Zwischenraum, einer sog. Doppelmembran, und ist typischerweise etwa 15 Nanometer dick. Eukaryotische Zellen sind wesentlich differenzierter als prokaryotische. Ihre Vielzahl resultiert aus den sehr verschiedenen Funktionen, die sie zu erfüllen haben. – Die mittlere Zellmasse von Eucyten beträgt etwa 2,5 Nanogramm. Ihre Länge reicht von einigen Mikrometern bis hin zu mehreren Zentimetern bei Myozyten (Muskelfaserzellen).
Eine Sonderstellung unter den Eucyten nehmen die Nervenzellen (Neuronen) ein. Diese reichen vom Rückenmark bis hinein in die peripheren Extremitäten.

#### Unterschiede zwischen pflanzlichen, tierischen und Pilz-Zellen
Zellen von Tieren, Pflanzen und Pilzen gehören zu den eukaryotischen Zellen, aber es gibt einige Unterschiede in ihrer Struktur. Die folgende Tabelle listet charakteristische Unterschiede auf:
| Eigenschaft                                                                      | pflanzliche Zellen                                                                             | tierische Zellen                                                                                            | Pilz-Zellen |
| -------------------------------------------------------------------------------- | ---------------------------------------------------------------------------------------------- | --- | --- |
| Zellwand, Hauptbestandteile                                                      | immer vorhanden, mit Cellulose, in Weichholz auch viel Glucomannan, oft als Galactoglucomannan | immer ohne Zellwände                                                                                        | regelmäßig vorhanden, mit Chitin (Zellwände können jedoch zwischen Zellen entfallen) |
| Plastiden                                                                        | immer vorhanden, meist als (grüne) Chloroplasten                                               | nie vorhanden                                                                                               | nie vorhanden |
| Vakuolen                                                                         | immer vorhanden (umgebende Membran: Tonoplast)                                                 | meist nicht vorhanden (aber charakteristisch für Adipozyten)                                                | immer vorhanden |
| energiereiches Kohlenhydrat-Speichermolekül                                      | Stärke                                                                                         | Glykogen | Glykogen |
| Interzellularraum in Geweben                                                     | Mittellamelle mit Kontaktbereichen (Tüpfel), kein Kollagen                                     | Extrazelluläre Matrix, immer mit Kollagen                                                                   | kein Kollagen |
| Zellteilung (in der Regel Zellmembraneinschnürung, auch Knospung kann vorkommen) | danach Bildung der Zellwand zwischen den Tochterzellen                                         | | |
| Stoffaustausch mit Nachbarzellen                                                 | teilweise über Plasmodesmen, die aus Zellteilungen herrühren                                   | über Desmosomen oder Gap Junctions, die nach der vollständigen Zellteilung als Neubildungen entstanden sind | Gap Junctions oder ähnliche Strukturen |
| Lysosomen                                                                        | können, müssen aber nicht, enthalten sein                                                      | vorhanden, oft in der Rolle einer lytischen Vakuole                                                         | |
| Zellkern in der Interphase                                                       | immer singulär vorhanden                                                                       | meistens vorhanden (fehlend z. B. in menschlichen Erythrozyten)                                             | meistens vorhanden, kann in Plasmodien oder Synzytien unauffindbar bzw. mehrfach vorhanden sein (Zusammenschluss mehrerer Nachbarzellen ohne dazwischenliegende Zellwände und Zellmembranen) |

Besonderheiten pflanzlicher Zellen

Pflanzliche Zelle

- Die Zellwand ist so beschaffen, dass sie der Zelle und damit dem gesamten Pflanzenkörper eine mehr oder weniger feste Form gibt. Sie ist durchlässig für Wasser, gelöste Nährstoffe und Gase. Sie besteht hauptsächlich aus Zellulose. Bei Zellen mit dicken Zellwänden, durch die dennoch Stoffe transportiert werden, gibt es in den Zellwänden Tüpfel. Das sind Öffnungen in der Zellwand, durch die benachbarte Zellen – nur durch eine dünne Membran getrennt – untereinander in Kontakt stehen und durch die der Austausch von Stoffen erleichtert wird.
- Die Chloroplasten enthalten ein komplexes System zur Nutzung der Lichtenergie für die Photosynthese, das unter anderem Chlorophyll (ein grüner Farbstoff) enthält. Dabei wird die Energie von Licht eingefangen (absorbiert), in chemische Energie in Form von Traubenzucker (Glucose) umgewandelt und in Form von Stärke gespeichert.
- Die Vakuolen sind Räume im Cytoplasma, die mit Zellsaft gefüllt sind. In diesem können Farbstoffe (zum Beispiel Flavone), Giftstoffe (zum Beispiel Coffein), Duftstoffe und anderes enthalten sein.
- Der Tonoplast ist die selektivpermeable Membran, welche die Vakuole gegen das Plasma abgrenzt.

Eine interaktive Graphik einer Pflanzenzelle findet sich bei SwiiBioPics.

## Struktur der Zelle
Jede Zelle, ob prokaryotisch oder eukaryotisch, besitzt eine Zellmembran. Diese Zellmembran grenzt die Zelle von ihrer Umgebung ab und kontrolliert, was in die Zelle aufgenommen wird und was heraustransportiert wird. Auf jeder Seite der Zellmembran befinden sich Ionen in unterschiedlichen Konzentrationen. Die Zellmembran hält diesen Konzentrationsunterschied aufrecht, wodurch ein chemisches Potential entsteht. Das durch die Zellmembran umschlossene Medium ist das Cytoplasma. Alle teilungsfähigen Zellen besitzen DNA, in der die Erbinformationen gespeichert sind, sowie Proteine, die als Enzyme Reaktionen in der Zelle katalysieren oder Strukturen in der Zelle bilden, und RNA, die vor allem zum Aufbau der Proteine notwendig ist. Im Folgenden sind wichtige Zellkomponenten aufgelistet und kurz beschrieben:

### Zellmembran – die schützende Hülle
Jede Zelle ist von einer Zellmembran (auch Plasmamembran oder manchmal Pellicula genannt) umschlossen. Diese Membran trennt die Zelle von der Umgebung ab und schützt sie auch. Sie besteht hauptsächlich aus einer Doppellipidschicht und verschiedenen Proteinen, die unter anderem den Austausch von Ionen oder Molekülen zwischen der Zelle und ihrer Umgebung möglich machen. Ihre Dicke beträgt etwa 4 bis 5 nm.

### Zellkortex
Als Zellkortex (auch Zellcortex, syn. Actin-Kortex oder Actomyosin-Kortex) wird die Cytoplasmaschicht bezeichnet, die direkt an der Innenseite der Zellmembran liegt. Es handelt sich um eine spezielle Schicht zytoplasmatischer Proteine reich an Cytoskelettelementen.

### Zellskelett – das Gerüst der Zelle
Das Zellskelett gibt der Zelle ihre Form und ihre mechanische Stabilität. Darüber hinaus erfüllt das Zellskelett noch weitere Funktionen. Es ist verantwortlich für aktive Bewegungen der Zelle als Ganzes sowie für Bewegungen und Transporte innerhalb der Zelle. Es spielt zudem eine wichtige Rolle bei der Zellteilung und der Rezeption äußerer Reize und deren Weitervermittlung in die Zelle hinein.
Bei eukaryotischen Zellen besteht das Zellskelett hauptsächlich aus drei Arten verschiedener Proteinfilamente: Mikrofilamente (Aktinfilamente), Mikrotubuli und Intermediärfilamente.
Die Existenz der drei Zytoskelettelemente als Grundausstattung jeder Zelle wurde in den 1960er Jahren unter Einsatz der Elektronenmikroskopie und neuartigen Fixier- (Glutaraldehydfixierung) und Detektionsverfahren (Aktindekoration durch Myosinkopfgruppen) erkannt und geht auf bahnbrechende Arbeiten von Sabatini und Ishikawa zurück.

### Das genetische Material
In der Zelle existieren zwei Arten genetischen Materials: die Desoxyribonukleinsäuren (DNA) und die Ribonukleinsäuren (RNA). Organismen nutzen DNA um Informationen über einen längeren Zeitraum zu speichern. Die RNA wird häufig zum Transport der Informationen (zum Beispiel mRNA) und für enzymähnliche Reaktionen (zum Beispiel rRNA) verwendet.
Bei Prokaryoten liegt die DNA in einfacher, in sich geschlossener („circulärer“) Form vor. Diese Struktur nennt man Bakterienchromosom, obwohl sie sich von Chromosomen der eukaryotischen Zellen beträchtlich unterscheidet. In eukaryotischen Zellen ist die DNA an verschiedenen Orten verteilt: im Zellkern und in den Mitochondrien und Plastiden, Zellorganellen mit doppelter Membran. In den Mitochondrien und den Plastiden liegt die DNA wie in Prokaryoten „circulär“ vor. Die DNA im Zellkern ist linear in sogenannten Chromosomen organisiert. Die Anzahl der Chromosomen variiert von Art zu Art. Die menschliche Zelle besitzt 46 Chromosomen.

### Ribosomen – Die Proteinfabriken
Die Ribosomen sind aus RNA und Proteinen bestehende Komplexe in Pro- und Eukaryoten. Sie sind für die Synthese von Proteinen aus Aminosäuren verantwortlich. Die mRNA dient als Information für Art und Reihenfolge der Aminosäuren in den Proteinen. Die Proteinbiosynthese ist sehr wichtig für alle Zellen, weshalb die Ribosomen in vielfacher Zahl in den Zellen vorliegen, zum Teil hunderte bis tausende von Ribosomen pro Zelle. Ihr Durchmesser beträgt 18 bis 20 nm.

### Zentriolen
Zentriolen sind zylinderförmige Strukturen im Ausmaß von etwa 170 × 500 Nanometern. Sie sind an der Bildung des MTOC (Mikrotubuli-organizing centers) beteiligt, das während der Mitose den Spindelapparat zur Trennung der Chromosomen bildet, aber auch während der Interphase zur Organisation und physikalischen Stabilisierung der Zelle beiträgt. Zentriolen kommen in den meisten tierischen Zellen und den Zellen niederer Pflanzen vor, nicht jedoch bei den höheren Pflanzen (Angiospermen).

### Die Organellen
Bei mehrzelligen Organismen sind die Zellen meistens zu Geweben zusammengefasst, die auf bestimmte Funktionen spezialisiert sind. Oft bilden solche Gewebe einen Komplex, den man Organ nennt. Beim Menschen ist zum Beispiel die Lunge für den Gasaustausch von Kohlendioxid und Sauerstoff verantwortlich. Ähnliche funktionsbezogene Strukturen gibt es in kleinstem Maßstab auch innerhalb der Zelle. Solche Organellen sind in jeder eukaryotischen Zelle zu finden. Der Aufbau von pflanzlichen und tierischen Zellen unterscheidet sich teilweise durch Anzahl und Funktion mancher Organellen. Im Folgenden werden wichtige Organellen aufgeführt.

#### Zellkern – die Steuerzentrale der Zelle
Der Zellkern bildet die Steuerzentrale der eukaryotischen Zelle: er enthält die chromosomale DNA und somit die Mehrzahl der Gene. Bei Säugerzellen hat er einen Durchmesser um 6 µm. Durch die Kernhülle, eine doppelte Membran mit Zwischenraum, Gesamtdicke etwa 35 nm, wird der Kern vom Cytoplasma abgegrenzt. Sie wird von Kernporen durchbrochen, wodurch ein Austausch von Molekülen zwischen der Substanz des Kerninneren, dem sogenannten Karyoplasma, und dem Cytoplasma möglich ist. Die äußere Membran der Kernhülle steht mit dem Endoplasmatischen Retikulum in Verbindung. Im Zellkern findet die Synthese der RNA (Transkription) statt. Jene RNA-Arten, die für die Proteinsynthese (Translation) benötigt werden, werden aus dem Zellkern durch die Kernporen ins Cytoplasma transportiert. Lichtmikroskopisch ist im Kern eine globuläre Struktur mit einem Durchmesser von etwa 2 bis 5 µm zu erkennen, die man Kernkörperchen oder Nukleolus nennt. Die DNA in diesem Bereich des Kerns enthält die Baupläne für die ribosomale RNA, also für die katalytische RNA der Ribosomen.

#### Mitochondrien – die Kraftwerke
Die Mitochondrien gehören zu den selbstvermehrenden Organellen und sind nur in Eukaryoten-Zellen enthalten, und zwar in unterschiedlicher Anzahl. Sie enthalten ein eigenes Genom, das viele, aber nicht alle der für die Mitochondrien wichtigen Gene enthält. Die anderen Gene befinden sich in den Chromosomen im Zellkern. Deshalb sind die Mitochondrien semiautonom. Mitochondrien werden als „Energiekraftwerke“ der Zelle bezeichnet. In ihnen findet die Oxidation organischer Stoffe mit molekularem Sauerstoff statt, wobei Energie freigesetzt und in Form von chemischer Energie (als ATP) gespeichert wird. Sie haben einen Durchmesser von etwa 0,5 bis 1,5 µm und sind etwa 0,8 bis 4 µm lang.

#### Plastiden
Plastiden existieren nur in Eukaryoten, die Photosynthese betreiben, also Pflanzen und Algen. Wie die Mitochondrien besitzen die Plastiden ihr eigenes Genom und sind wie die Mitochondrien selbstvermehrend, also auch semiautonom. Es gibt verschiedene Plastiden, die alle von dem sogenannten „Proplastiden“ abstammen. Sie sind in der Lage, sich in eine andere Plastidenform umzuwandeln. Der Chloroplast ist der am häufigsten erwähnte. Er dient der Nutzung von Licht zum Aufbau organischer Stoffe (Photosynthese) und enthält alle für die Photosynthese erforderlichen Zellbestandteile, vor allem Membransysteme mit Chlorophyll, Hilfsfarbstoffen, Elektronen- und Wasserstoffüberträgern und ATP-Synthase sowie Enzyme des Calvin-Zyklus für die CO2-Assimilation. Ein anderer Plastid ist zum Beispiel der Amyloplast, der in der Lage ist, Stärke, ein Photosynthese-Endprodukt, zu speichern.

#### Endoplasmatisches Retikulum und Golgi-Apparat
Diese beiden Systeme bestehen aus von Membranen begrenzten Hohlräumen und sind in den meisten Eukaryoten zu finden. Sie sind funktionell eng miteinander verknüpft. Das Endoplasmatische Retikulum (ER) ist das schnelle Transportsystem für chemische Stoffe, weiterhin wird in der Mitose die neue Kernmembran vom ER abgeschnürt. Außerdem ist es für die Translation, Proteinfaltung, posttranslationale Modifikationen von Proteinen und Proteintransport von Bedeutung. Diese Proteine werden anschließend vom Golgi-Apparat „verteilt“. Im Golgi-Apparat werden die Proteine modifiziert, sortiert und an den Bestimmungsort transportiert. Defekte Proteine werden dabei aussortiert und abgebaut.

#### Lysosomen und Peroxisomen – die Verdauungsorganellen der Zelle
Lysosomen sind winzige, von einer Membran umschlossene Zellorganellen in Eukaryoten. Sie enthalten hydrolytische Enzyme und Phosphatasen. Ihre Hauptfunktion besteht darin, mittels der in ihnen enthaltenen Enzyme aufgenommene Fremdstoffe zu verdauen. Bei Pflanzen nehmen Zellsaftvakuolen die Aufgaben der Lysosomen wahr.

Peroxisomen (Glyoxisomen im Speichergewebe von Pflanzensamen), auch Microbodies genannt, sind evolutionär sehr alte Zellorganellen in eukaryotischen Zellen. Sie fungieren als Entgiftungsapparate. In den Peroxisomen befinden sich ca. 60 Monooxygenasen und Oxidasen genannte Enzyme, die den oxidativen Abbau von Fettsäuren, Alkohol und anderen schädlichen Verbindungen katalysieren.

#### Vakuole – Speicher- und Entgiftungsorgan
Vakuolen sind große, von einer Membran umschlossenen Reaktionsräume vorwiegend in Pflanzen, die bis zu 90 % des Zellvolumens einnehmen können, aber zum Beispiel auch im Pantoffeltierchen (Paramecium) vorkommen können. Sie erfüllen die vielfältigsten Aufgaben, unter anderem Aufrechterhaltung des Zelldrucks (Turgor), Lager für toxische Stoffe, Farbgebung der Zelle, Verdauung von Makromolekülen und im Falle der kontraktilen Vakuole der Wasserausscheidung.

## Die Entdeckungsgeschichte der Zelle
Siehe: Geschichte der Zellbiologie

## Zellen als Arzneimittel
Zellen und Gewebe können auch als Arzneimittel für neuartige Therapien zur Behandlung von Krankheiten verwendet werden.